# 哈通里蒂約克山
13°52′25″S 71°18′4″W / 13.87361°S 71.30111°W
哈通里蒂約克山（Jatunrritioc），是秘魯的山峰，位於該國東南部庫斯科大區，處於瓦薩科查山以南和查查科馬約克山東北面，屬於安第斯山脈中維爾卡潘帕山脈的一部分，海拔高度5,000米。